# Huntington (Oregon)
Huntington é uma cidade localizada no estado norte-americano de Oregon, no Condado de Baker.

## Demografia
Segundo o censo norte-americano de 2000, a sua população era de 515 habitantes.
Em 2006, foi estimada uma população de 479, um decréscimo de 36 (-7.0%).

## Geografia
De acordo com o United States Census Bureau tem uma área de
1,9 km², dos quais 1,9 km² cobertos por terra e 0,0 km² cobertos por água.

## Localidades na vizinhança
O diagrama seguinte representa as localidades num raio de 44 km ao redor de Huntington.